# Leghemoglobina
La leghemoglobina è una proteina capace di legare l’ossigeno nei batteri azotofissatori che vivono nelle radici delle leguminose. Contiene un gruppo eme che gli permette di assumere un colore rosa-rosso e che si è dimostrato quasi uguale all'emoglobina dei vertebrati.
Il ruolo della leghemoglobina, data la facilità estrema con la quale si formano i derivati ossigenati del composto, è quello di trasportare l'ossigeno verso i batteri Rhizobium al fine di farli respirare e produrre ATP, grazie ad un enzima (Legemoglobina reduttasi), da spendere per la fissazione dell'azoto e allo stesso tempo anche quello di sottrarre l'ossigeno libero nel tubercolo la cui presenza inibirebbe l'azione dell'enzima nitrogenasi, indispensabile per la fissazione.